# Далай-лама III
Сонам Гьяцо (тиб. བསོད་ནམས་རྒྱ་མཚོ་, Вайли bsod nams rgya mtsho; 1543—1588) — третий Далай-лама, тибетский религиозный и политический деятель. Автор ламрима «Сущность очищенного золота» (Сершунма).

## Биография
Родился в 1543 году недалеко от Лхасы в богатой семье. Все предыдущие дети его родителей погибли, и в попытке «отвести беду» от новорожденного они кормили его молоком белой козы и дали ему имя, переводимое как «Богач, спасённый молоком козы» (Рану Сичо Пелзанг).
В 1546 году в возрасте трёх лет был признан реинкарнацией Гендуна Гьяцо. Сопровождаемый большой процессией мальчик был перевезён в монастырь Дрепунг, где впоследствии был пострижен и возведён на трон Панченом Сонам Драгпа. Панчен Сонам Драгпа был пятнадцатым Ганденом трипа и стал наставником для тулку.
Имя Сонам Гьяцо мальчик получил в возрасте 7 лет. В 1552 году, пройдя обучение в монастыре Дрепунг, он стал его настоятелем, а в 1558 возглавил также монастырь Сэра.
В 1574 году он основал монастырь Намгьял (первоначальное название — Пенде Лекшей Линг), который по настоящее время является личным монастырём Далай-лам.
В 1578 году монгольский Алтан-хан Амда пригласил его в свою страну, где Сонам Гьяцо участвовал в съезде монгольских князей. Хан подарил ему золотую печать с надписью: «Печать Ваджрадхары—Далай-ламы. Да будет победа!», а Сонам Гьяцо даровал в ответ монгольскому хану имя Брахма, повелитель религии. Таким образом Сонам Гьяцо стал первым из далай-лам, кого официально стали именовать этим титулом.
Далай-лама III основал монастырь Кумбум на месте рождения Цонкапы, монастырь Литанг — в Каме, а также множество монастырей в Монголии, где он и умер в 1588 году.